# Depth (игра)
Depth (с англ. — «Глубина») — компьютерная инди-игра, разработанная Digital Confectioners и выпущенная для Microsoft Windows в 2014 году. Depth является асимметричной многопользовательской игрой, в которой охотники за подводными сокровищами сражаются против акул.

## Игровой процесс
Depth является многопользовательским шутером от первого лица, действие которого разворачивается под водой. Каждый игрок берёт под контроль либо водолаза, либо акулу. Водолазы сопровождают и защищают подводную лодку, а также собирают затонувшие сокровища, для чего используют огнестрельное оружие, гарпуны, взрывчатку и прочее снаряжение, купленное за собранные сокровища. Акулы, наряду с другими биологическими видами, обладают различными способностями и эволюционируют при убийстве и поедании водолазов, в результате чего открывают новые способности. Игра заканчивается либо когда все затонувшие сокровища собраны, либо когда подводная лодка сопровождена до пункта назначения, либо когда она уничтожена.

## Разработка
Разработка Depth началась в 2009 году в качестве студенческого проекта под руководством Алекса Квика, известного работой над Killing Floor. Изначально игра представляла собой модификацию для Unreal Tournament 3. Между 2010 и 2012 годами игра была портирована на Unreal Engine и стала самостоятельным продуктом, однако его разработка заглохла из-за проблем в игровом процессе. В 2013 году компания Digital Confectioners заключила партнёрское соглашение с командой, чтобы помочь ей закончить разработку. В 2016 году Digital Confectioners выкупила проект и с тех пор ведёт разработку самостоятельно. Предзаказы на Depth открылись в Steam 16 октября 2014 года, а 3 ноября того же года игра была выпущена. 16 декабря 2014 года было выпущено обновление «Большой улов», добавившее в игру два новых класса акул, одну новую карту и новый режим, названный «охота на мегалодона».

## Критика
| Сводный рейтинг    | Сводный рейтинг |
| Агрегатор          | Оценка          |
| ------------------ | --------------- |
| GameRankings       | 69 %            |
| Metacritic         | 65/100          |
| Иноязычные издания |                 |
| Издание            | Оценка          |
| GameSpot           | 5/10            |
| IGN                | 7,7/10          |

Depth получила посредственные отзывы критиков; средний бал игры на агрегаторе рецензий Metacritic составляет 65 из 100 на основе 7 рецензий.
Тиджей Хафер из IGN описал Depth как «океан напряжённых, уникальных геймплейных моментов», похвалив дизайн уровней и звука и отметив, что игра как за водолаза, так и за акулу «быстрая, весёлая и безумная». Хафер, однако, покритиковал малое количество игровых режимов и скудные возможности кастомизации, посомневавшись в «долговечности этого в остальном добротного проекта». Кэмерон Вулси из GameSpot описывал игру менее восторженно, заметив низкокачественные текстуры, проблемы с балансом и отсутствие запоминающихся уровней. Вулси выразил надежду, что будущие обновления избавят игру от багов и добавят новый контент, что должно помочь игре раскрыть свой потенциал.
Журналы Multiplayer.it и GameSpot отметили, что игровой процесс ворует элементы у серии Left 4 Dead.
Летом 2018 года, благодаря уязвимости в защите Steam Web API, стало известно, что точное количество пользователей сервиса Steam, которые играли в игру хотя бы один раз, составляет 1 853 782 человека.